# Fritillaria olgae
Fritillaria olgae är en liljeväxtart som beskrevs av Aleksei Ivanovich Vvedensky. Fritillaria olgae ingår i Klockliljesläktet och i familjen liljeväxter. Inga underarter finns listade.